# Mất dấu
Sứ đồ hành giả (tiếng Trung: 使徒行者; Việt bính: si3 tou4 hang4 ze2) là một bộ phim truyền hình Hồng Kông 2014 do TVB sản xuất với sự tham gia của Miêu Kiều Vĩ, Xa Thi Mạn, Lâm Phong, Thẩm Chấn Hiên, Trần Mẫn Chi, Giang Mĩ Nghi, Hứa Thiệu Hùng, Hàn Mã Lợi và Lương Liệt Duy.

## Phân vai
- Miêu Kiều Vỹ vai Trác Khải
- Xa Thi Mạn vai Đinh Tiểu Gia (Đinh Tỷ)
- Lâm Phong vai Tiết Gia Cường (Bạo Seed)
- Trần Mẫn Chi vai Mạc Tiễn Hân (Yan)
- Giang Mỹ Nghi vai Mạc Tiễn Tình (Katie)
- Thẩm Chấn Hiên vai Liên Hạo Cần (Kobe)
- Trần Sảnh Dương vai Tạ An Nghi (Ada)
- Hứa Thiệu Hùng vai Đàm Hoan Hỷ
- Cao Hải Ninh vai Lâm Hi Vi
- Đặng Kiện Hoằng vai Diệp Thiệu Lương
- Lương Liệt Duy vai Chí Mén
- Lương Tịnh Kỳ vai Triệu Mỹ Hiền (cháu Trác Khải)
- Hà Khởi Nghiệp vai chồng Mạc Tiễn Tình
- Ôn Dụ Hồng vai Hà Tiếu Phương
- Trương Chấn Lãng vai biệt danh Hỏa
- Lưu Giang vai sếp Quách Học Hoa
- Bối An Kỳ vai An Lâm
- Trương Quốc Cường vai trùm Sùng Kim
- Chung Cảnh Huy vai Tiền Thụy An
- Hàn Mã Lợi vai Phùng Huệ Phương (Rose - 1 trong 3 người mẹ của Đinh Tỷ)
- Lữ San vai Lưu Mỹ Oanh (Nancy - 1 trong 3 người mẹ của Đinh Tỷ)
- Tô Ân Từ vai Thái Tiếu Liên (Susie - 1 trong 3 người mẹ của Đinh Tỷ)
- Huỳnh Trường Hưng vai Bàng Ngôn Đình
- Lâm Vỹ
- Âu Thoại Vỹ vai Khang Đạo Hành ( sếp Khang)
- Trần Kiện Văn
- Lý Hưng Hoa
- Diêu Hạo Chính
- Thái Khang Niên

## Nội dung
Bối cảnh phim xảy ra vào năm 2014, Tổng thanh tra CIB sếp Trác - Trác Khải vì đồng nghiệp, sếp Khang – Khang Đạo Hành chết một cách bí ẩn, Trác Khải quyết tâm tìm lại nhóm 5 nội gián trước đây từng liên lạc với đồng nghiệp vừa chết của anh, lý do họ nắm
giữ nhiều bí mật của cảnh sát ảnh hưởng đến an ninh cộng đồng. Được sự ủy thác của sếp Khang, Trác Khải bắt
đầu tìm 5 người nội gián mà không có một manh mối nào (vì sếp Khang muốn đảm
bảo an toàn cho họ nên đã hủy toàn bộ hồ sơ để hắc cảnh không tìm ra họ). Lúc
viếng sếp Khang ở nghĩa trang, Trác Khải phát hiện con gái sếp Khang được một
người phụ nữ xếp tặng thuyền giấy, lần theo manh mối thông tin về nhà hàng trên
thuyền giấy, Trác Khải đã tìm ra nhà hàng mà sếp Khang gặp người phụ nữ trước
lúc chết. Qua thông tin trên camera nhà hàng, Trác Khải biết được cô ta làm ở
một tiệm massage chân. Sau quá trình thử thách, Trác Khải đã tìm ra nội gián
đầu tiên – Đinh Tiểu Gia (Đinh Tỷ) và giao cho cô nhiệm vụ tìm ra những nội
gián còn lại. Đinh Tỷ tìm cách làm quen với Bạo Seed để tìm cách tiếp cận với
Hồng Anh xã và dần họ nảy sinh tình cảm với nhau.
Đàm Hoan Hỷ
ngày xưa vốn là cảnh sát sau này ra ngoài làm kinh tế, vì muốn chiếm đoạt số ma túy của Sùng Kim – ông trùm ma túy ở Thái Lan nên vu oan cho bạn làm ăn tên
Nhất chiếm đoạt số hàng, hại Sùng Kim mất gia đình và bị tàn phế một chân. Để
không bị Sùng Kim nghi ngờ, Đàm Hoan Hỷ tự tạo cho mình tội danh để cảnh sát
bắt.Trong lúc ở tù, Đàm Hoan Hỷ đã quen với bạn tù tên Kobe 
(đây là nội gián do sếp Khang cài vào để theo dõi xem Đàm Hoan Hỷ giấu ma túy
ở đâu), 
vào tù vì tội đục khoét công quỹ. 
Kobe dần dần lấy được lòng tin của Đàm Hoan Hỷ và đến khi ra tù làm việc cho hắn. Vì
muốn lấy được lòng tin của Đàm Hoan Hỷ mà Kobe phải chịu đi tù, làm tình cảm
của anh với Mạc Tiễn Hân rạn nứt, không thể hàn gắn lại mặc dù khi ra
tù rất
muốn nói cho cô hiểu...
Bạo Seed
vốn là cò con theo Thát Xa đòi nợ thuê và thầu cá độ với vỏ bọc là nhân viên giao
nước đá cùng đàn em là Chí Mén. Lúc này Thát Xa đang là chưởng quản Hồng Anh
xã. Tuy nhiên khi Đàm Hoan Hỷ ra tù làm ảnh hưởng đến vị trí của y. Để dằn mặt Đàm
Hoan Hỷ trước cuộc đua chưởng quản mới, hắn ra lệnh cho đàn em bắt cóc bé Tinh
(con của Đàm Hoan Hỷ). Đàm Hoan Hỷ báo cảnh sát và bé Tinh được cảnh sát giải cứu. Tuy biết do Thát Xa làm nhưng Đàm Hoan Hỷ không hề muốn trả thù mà muốn
hợp tác với Thát Xa cùng làm chưởng quản và cho hắn cổ phần công ty chứng
khoán của mình. Để đáp lại tấm chân tình của Đàm Hoan Hỷ, Thát Xa đổ hết tội
lỗi lên đầu Bạo Seed, Đàm Hoan Hỷ không những không trách mà còn muốn nhận Bạo
Seed về phe mình. Đàm Hoan Hỷ đã nhờ 
nói cho Thát Xa biết các cổ phiếu tốt đầu tư. Sau cùng để cổ phiếu giảm, 
hắn thua lỗ phải lấy tiền thầu banh và giấy tờ bỏ trốn. Thát Xa lúc này bị hai
giới hắc bạch truy tìm. Đàm Hoan Hỷ treo giải thưởng tiền mặt cho ai tìm được Thát
Xa. Thát Xa chết trong lúc bị cảnh sát và Hồng Anh xã truy đuổi, hiện trường
không còn lại gì ngoại trừ một chiếc thẻ nhớ bị cháy, Bạo Seed đem xác Thát Xa về nhận thưởng. Đàm Hoan Hỷ vô cùng tin tưởng 2 người họ và bắt đầu tiết lộ về
việc kinh doanh lớn – buôn ma túy. Tuy nhiên, vấn đề xảy ra, Đàm Hoan Hỷ vô
tình phát hiện ám hiệu trong thực đơn (do Đinh Tỷ cài vào để thử xem Bạo Seed
có phải là nội gián hay không vì cô đã nghi ngờ nhưng chưa dám khẳng định) dẫn
đến Đàm Hoan Hỷ nghi ngờ bên cạnh mình có nội gián. Trong quá trình thâm nhập
Hồng Anh xã để tìm 4 nội gián còn lại, trong một lần máy theo dõi bị nhiễu cô
nghi ngờ 
là người phe mình. Sau nhiều lần xác minh cô đã tìm được người mà cô cần tìm.
Do biến cố lần trước nên Đàm Hoan Hỷ rất cảnh giác. Hắn lợi dụng giao dịch với
An Lâm - con gái nuôi của trùm Sùng Kim từ Thái Lan rồi hủy giao dịch đưa bột
mì cho Bạo Seed, Đinh Tỷ, Kobe, Chí Mén cùng các đàn em của mình đi giao hàng
với suy luận nhất định nội gián sẽ thông báo cho cảnh sát đến bắt số ma túy
này. Trước tình thế nguy hiểm, Bạo Seed tự mình lộ thân phận là cảnh sát cho biết để cùng nhau tìm
Đinh Tỷ. Đinh Tỷ vì quá nóng vội gọi điện thoại nên đã bị đàn em của Đàm Hoan
Hỷ phát hiện thân phận. Tuy nhiên Bạo Seed và đến kịp thời giải cứu cho Đinh Tỷ. Lúc
này Đàm Hoan Hỷ phát hiện và yêu cầu mọi người tập trung lên nhà hàng vì cảnh
sát đến. Ai không có mặt thì người đó chính là nội gián. Do đang khống chế tên đàn em nên chưa lên
nhà hàng được. May mắn được Trác Khải trợ giúp nên sau cùng lên nhà hàng và lúc này mọi nghi ngờ đều
đổ dồn lên đàn em của Đàm Hoan Hỷ. Đàm Hoan Hỷ tạm yên tâm là cạnh mình không
còn nội gián nữa. Giờ đây 5 nội gián đã tìm được 3 người, nhưng Trác Khải vẫn
còn thắc mắc tại sao lại có sự xuất hiện của Diệp Thiệu Lương – thanh tra điểm
O. Kobe thú nhận mình không hoàn toàn tin tưởng Trác Khải vì Trác Khải đang bị
ICAC điều tra do thanh tra Mạc Tiễn Hân – nghi ngờ Trác Khải là hắc cảnh nhận
tiền của Hồng Anh xã. Để giải đáp thắc mắc của Kobe, Ada (nhân viên cấp dưới
của Mạc Tiễn Hân) xuất hiện chứng minh rẳng Trác Khải là vô tội bằng đoạn ghi
âm trong thẻ nhớ của Thát Xa trước lúc chết. Đoạn nói chuyện giữa Thát Xa và
hắc cảnh đã được cô phục hồi. Cô cũng là nội gián do sếp Khang cài vào ICAC và
là người yêu của sếp Khang. Lúc này, Bạo Seed cũng như Đinh Tỷ không muốn Chí
Mén phải làm công việc nguy hiểm này nữa nên bố trí cho anh giữ xe hơi làm ăn
lương thiện.
Trở lại
việc mua bán ma túy, Đàm Hoan Hỷ đã biết sau lưng An Lâm là Sùng Kim kẻ thù năm
xưa đã tìm ra sự thật và muốn trả thù, nên Đàm Hoan Hỷ nhờ Diệp Thiệu Lương –
hắc cảnh mượn tay cảnh sát tiêu diệt Sùng Kim bằng cách thông báo nơi đang bàn
chuyện ma túy cho hắn biết. Sau khi thảo luận giao dịch xong, Đàm Hoan Hỷ nhờ Bạo
Seed và Đinh Tỷ chở An Lâm đi lấy hàng. Đến nơi tập kết, họ bị lính đánh thuê
của Sùng Kim truy sát nhằm cướp số hàng trên. Nhờ sự trợ giúp của An Lâm mà Đinh
Tỷ và Bạo Seed được an toàn, Về phần Đàm Hoan Hỷ, sau khi Sùng Kim xuất hiện, Đàm
Hoan Hỷ thông báo cho cảnh sát biết xông vào mượn tay bắt Sùng Kim và nhờ bom
định hướng mở đường chạy trốn khỏi nơi giao dịch. Trên đường chạy trốn, hắn bị
Sùng Kim truy đuổi nhưng nhờ có Diệp Thiệu Lương yểm trợ bắn chết Sùng Kim nên Đàm
Hoan Hỷ chạy thoát, Diệp Thiệu Lương muốn lợi dụng cơ hội trả thù riêng bắn
chết Kobe (do phát hiện Kobe là tình cũ của Mạc Tiễn Hân) nhưng bị Trác Khải
phát hiện kịp thời. Đàm Hoan Hỷ chạy trốn và trả thù thành công, nhưng đổi lại
bé Tinh chết vì căn bệnh không đông máu  do bị ngã từ trên cây xuống mà không kịp đến
bệnh viện do tắc đường. Với hành động bỏ vị trí trong chuyên án, Trác Khải bị
cách chức, Diệp Thiệu Lương được phân công về thay. Trong quá trình điều hành
CIB, hắn đã làm cảnh sát Triệu Mỹ Hiền (cháu gái Trác Khải) mất tích đề Trác
Khải lo lắng nhờ 4 nội gián giúp đỡ để từ đó tìm ra được ký hiệu liên lạc giữa
bọn họ. Hắn nhắn tin giả hẹn 4 người trên với ý đồ tiêu diệt tất cả nhưng rất
may Trác Khải đến kịp lúc và giải cứu được 4 nội gián thoát thân an toàn. Tuy
nhiên, Ada làm
rơi lọ thủy tinh cát do sếp Khang tặng lại. Cô nhờ người lấy và bị Diệp Thiệu
Lương phát hiện cô có mặt trong buổi tối hôm đó. Hắn lại nhà cô để dò xét xem
cô có điều tra được gì không. Hắn bị 
phát hiện và giết cô bịt đầu mối. Trước khi chết Ada dọa hắn đã tìm ra được chứng cứ và tiền
của hắn bên Thái Lan đã bị phong tỏa làm hắn phải kiểm tra tài khoản ngay. Nhờ
gương phản chiếu trên trần. 
Ada ghi lại được số tài khoản ngân hàng tại Thái Lan của Diệp Thiệu Lương trên đùi
mình. Do Trác Khải phân công
Ada điều tra Diệp Thiệu Lương nên khi thấy cô mất
tích, Trác Khải đã nghi ngờ Diệp Thiệu Lương và âm thầm điều tra theo dõi biết Diệp
Thiệu Lương đang uống thuốc dị ứng với một loại cây chỉ có trong rừng Thạch Trúc.
Trác Khải cùng 3 nội gián chia nhau đào bới trong rừng Thạch Trúc, vì không
muốn bị lộ thân phận, Đinh Tỷ giả giọng người leo núi gọi cảnh sát. Họ thề sẽ
trả thù cho cô,
bắt Diệp Thiệu Lương phải chịu tội. Mạc Tiễn Hân vốn nghi ngờ Diệp Thiệu Lương
có vấn đề sau khi cô đọc được email Kobe
gửi cho cô nhưng chưa tìm được bằng chứng. Lúc cô nhận xác Ada,
Mạc Tiễn Hân phát hiện được mã số mà Ada
để lại. Sau cùng, cô cũng đã đăng nhập vào tài khoản ngân hàng bên Thái Lan của
Diệp Thiệu Lương và cô thông báo cho 
Kobe biết về việc này. Không may, lúc này, Diệp Thiệu Lương phát hiện sim điện thoại
mình bị phá hư. Hắn quay về nhà và truy đuổi Mạc Tiễn Hân nhưng cô cùng với sự
trợ giúp của Kobe 
đã thoát ra khỏi nhà và chạy lên sân thượng. Vì cứu Mạc Tiễn Hân mà Kobe ôm Diệp Thiệu Lương
nhảy xuống đất. Kobe bị thương nặng nhưng không chết, Mạc Tiễn Hân giờ mới hiểu
Trác Khải là cảnh sát tốt, Kobe là nội gián cũng như Ada – cấp dưới của cô.
Tưởng rằng
hắc cảnh đã giải quyết xong. Trác Khải quyết định báo cáo cấp trên mình là sếp
Quách Học Hoa khôi phục thân phận cảnh sát cho các nội gián. Tuy nhiên, trong 1
lần tình cờ Kobe nhớ ra anh và Diệp Thiệu Lương rơi xuống đất, thật sự Diệp
Thiệu Lương chưa chết nhưng hắn bị 1 người mặc đồng phục cảnh sát bẻ cổ chết.
Điều này làm cho Trác Khải nghi ngờ ở sở cảnh sát còn hắc cảnh và rất có thể
nhân vật này giữ chức vụ chỉ huy quan trọng. Sếp Quách muốn Trác Khải nói cho
ông ta biết về thông tin nội gián. Để tìm hiểu thêm
về hắc cảnh còn lại, Trác Khải tìm đến nhà của Trương Quảng Cân vai  bác họ của Diệp Thiệu Lương, người giúp hắn
che giấu và đứng tên khoảng tiền đen nhằm hỏi thêm tin tức. Trên đường đi Trác Khải bị cảnh sát chặn lại xem giấy tờ và phát hiện xác của Trương Quảng Cân trong xe. Mọi nghi ngờ hắc cảnh còn lại dồn lên Trác Khải. Do mâu thuẫn ăn chia
tiền bạc với Diệp Thiệu Lương nên đã giết Diệp Thiệu Lương cũng như Trương Quảng Cân nhằm bịt đầu mối. Trác Khải tạm giam không thể gặp được các nội gián nữa, người duy nhất báo tin ra ngoài là Mạc Tiễn Tình, cô vào gặp Trác Khải với tư cách luật sư. Mạc Tiễn Tình là chị của Mạc Tiễn Hân, vốn là luật sư. Trác Khải tình cờ quen Mạc Tiễn Tình trong lúc Mạc Tiễn Hân nghi ngờ Trác Khải có quan hệ với xã hội đen và điều tra anh.
Lúc này Quách
Học Hoa muốn Trác Khải nói ra thông tin các nội gián. Để bảo vệ các nội gián
khỏi nguy hiểm. Để giải tỏa mối nghi ngờ trong lòng, Trác Khải báo điểm hẹn cho
Quách Học Hoa. Mặc khác thông báo cho các nội gián đừng tới. Kết quả là nhóm
sát thủ mà Quách Học Hoa phái đến không tìm được ai. Quách Học Hoa bắt Triệu Mỹ
Hiền vai cháu gái của Trác Khải uy hiếp. Trác Khải tương kế tựu kế bày mưu đưa Quách
Học Hoa cùng đồng bọn lại hầm rượu để tìm cách trốn thoát. Quách Học Hoa ra
lệnh truy nã Trác Khải và Mạc Tiễn Tình. Mặc khác, sếp Tống cũng ra giá truy
tìm Trác Khải là 30 triệu HKD để giới xã hội đen truy sát. Sau khi trốn thoát, Trác
Khải điều tra và tìm được Khương Tuấn Tân vai người giết chết Diệp Thiệu Lương và Trương
Quảng Cân vai  cũng là hắc cảnh. Trác Khải
lấy thẻ cảnh sát của anh ta và đột nhập vào sở cảnh sát lấy trộm laptop của Quách
Học Hoa nhằm tìm bằng chứng phạm tội. Trác Khải đưa laptop cho Kobe giải mã thành công.
Anh với Mạc Tiễn Tình quyết định đợi đến ngày diện ra buổi tiệc từ thiện để đưa
chứng cứ tố cáo Quách Học Hoa lên cục trưởng.
Vốn là
khách quen của tiệm massage chân nên Đàm Hoan Hỷ dần quen biết với ba bà mẹ của Đinh
Tỷ. Đàm Hoan Hỷ nghi ngờ Đinh Tỷ là con ruột nên tiến hành kiểm tra DNA. Bạo Seed
đổi kết quả xét nghiệm làm Đàm Hoan Hỷ tưởng Đinh Tỷ là con ruột mình thật. Tuy
nhiên, Đàm Hoan Hỷ biết sự thật nhưng không nỡ giết chết Đinh Tỷ vì trong lòng
ông cũng xem Đinh Tỷ là con gái ruột mình. Sau khi bé Tinh chết thì tính
tình Đàm Hoan Hỷ cũng thay đổi, không muốn làm việc xấu nữa dẫn đến việc mua
đất để phát triển địa ốc ở Đông Bắc Tân Giới cho Lâm Hi Vi không diễn ra theo đúng
kế hoạch. Lâm Hi Vi với cương vị phụ trách việc phát triển địa ốc ở công ty
Tiểu Tứ Hỷ không thể để công việc chậm trễ liền gây áp lực buộc Đàm Hoan Hỷ
phải thực hiện nhanh. Trước áp lực này, Đàm Hoan Hỷ dự tính dẫn Đinh Tỷ cùng ba
bà mẹ của cô bỏ trốn. Việc này, không qua được tai mắt của Lâm Hi Vi. Đàm Hoan
Hỷ bị truy sát, Đàm Hoan Hỷ mang theo bản đồ phát triển địa ốc đông bắc Tân Giới
bỏ trốn.
Buổi tiệc
từ thiện sắp đến. Quách Học Hoa suy luận rằng Trác Khải sẽ đến để đưa ra bằng
chứng phạm tội của hắn cho cục trưởng. Quách Học Hoa nhờ Lâm Hi Vi bố trí sát
thủ bắn chết Trác Khải bịt đầu mối. Bạo Seed biết Lâm Hi Vi sẽ gây bất lợi cho Trác
Khải nên trao đổi điều kiện với Lâm Hi Vi. Bạo Seed sẽ bắt và giết chết Đàm
Hoan Hỷ để lấy lại tấm bản đồ. Đổi lại, cô phải hứa không được cho sát thủ giết
chết Trác Khải. Sau cùng Trác Khải đưa chứng cứ phạm tội lên cục trưởng thành
công và được phục chức. Quách Học Hoa bị bắt. Ông Tống buộc nhờ người chuyển
lưỡi lam buộc Quách Học Hoa phải chết, đổi lại sẽ chăm sóc tốt cho gia đình của
Quách Học Hoa. Theo điều kiện trao đổi, Đàm Hoan Hỷ giả chết, Bạo Seed lấy tấm
bản đồ đưa cho Lâm Hi Vi. Bạo Seed được các chú bác tín nhiệm đưa lên làm
chưởng quản mới. Sắp đặt tưởng hoàn hảo nhưng vẫn bị Lâm Hi Vi nhìn ra. Cô ra
lệnh bắt Đàm Hoan Hỷ và hẹn Bạo Seed tới gặp. Ông Tống buộc Bạo Seed giết chết
Đàm Hoan Hỷ mới tiếp tục cộng tác với Bạo Seed. Bạo Seed dùng mã morse ra dấu
cho Đàm Hoan Hỷ biết nói anh sẽ uy hiếp Lâm Hi Vi để ông chạy trốn. Đàm Hoan Hỷ
không muốn liên lụy Bạo Seed nên tự sát, ba bà mẹ của Đinh Tỷ bị phát hiện đều
bị giết chết. Ông Tống tiếp tục cộng tác với Bạo Seed. Trong đám tang của Đàm
Hoan Hỷ, Lâm Hi Vi đến viếng và tiết lộ bí mật rằng cô cũng là nội gián như Bạo
Seed, năm xưa sếp Khang cài cô vào công ty địa ốc để điều tra Bàn Môn Đình. Bạo
Seed dẫn cô đến gặp Trác Khải và giới thiệu với những thành viên còn lại.
Ông Tống là
tên gọi chung của một tập đoàn lợi ích gồm bốn thành viên: nhà địa ốc Bàn Môn
Đình, quan hệ mật thiết với xã hội đen để thu mua đất. CEO ngân hàng Từ Gia
Bảo, phụ trách vấn đề bên chứng khoán. Nghị viên hội lập pháp Bồ Duyên Thục
Vân, phụ trách lôi kéo các quan chức khác thực hiện chính sách có lợi cho tập
đoàn. Chuyên viên công tố hình sự Sở luật chính Quách Chính vai sếp của Mạc Tiễn
Tình, phụ trách chạy án. Trác Khải gợi ý và Mạc Tiễn Hân cũng đồng ý cũng tham
gia với các nội gián nhiệm vụ lần này. Nhiệm vụ mang tên "Sứ đồ hành giả". Trác
Khải phân công Đinh Tỷ tiếp cận nghị viên hội lập pháp Bồ Duyên Thục Vân. Mạc Tiễn
Hân tiếp cận CEO ngân hàng Từ Gia Bảo.
Mạc Tiễn Hân giả làm
nhân viên ngân hàng để tiếp cận Từ Gia Bảo. Nghi ngờ Từ Gia Bảo nhờ Eby – bạn
gái rửa tiền. Mạc Tiễn Hân lôi kéo Eby chơi cổ phiếu, mở tài khoản tại công ty
của Kobe. Kobe làm cho Eby thua cổ
phiếu buộc cô phải lấy tiền của Từ Gia Bảo trả nợ. Trác Khải có bằng chứng bắt Từ
Gia Bảo và nhờ Eby làm nhân chứng chỉ điểm. Từ Gia Bảo bị bắt nhưng nhờ bệnh
thoái hóa não giả mà thoát tội. Sau khi được thả, Từ Gia Bảo đột
nhiên mất tích bí ẩn.
Chủ nhiệm
chuyên viên hình sự kiểm khống Quách Chính bị Mạc Tiễn Tình tìm ra bằng chứng
về một việc làm sai trái năm xưa. Quách Chính bắt cóc Mạc Tiễn Hân uy hiếp
nhưng Trác Khải giải cứu kịp thời. Trước khi bị cảnh sát bắt thì Quách Chính
cũng đột nhiên mất tích bí ẩn.
Nghị viên Bồ
Duyên Thục Vân bị Đinh Tỷ tìm ra chứng cứ gian lận bầu cử. Những cũng đột nhiên
mất tích bí ẩn trước khi bi cảnh sát bắt. Đinh Tỷ phát hiện ra Bạo Seed đã bắt
cóc Bồ Duyên Thục Vân, Từ Gia Bảo, Quách Chính. Đinh Tỷ báo cáo sự việc với Trác
Khải. Trác Khải khuyên ngăn Bạo Seed nhưng vô ích. Bạo Seed không tin vào công
lý, pháp luật mà muốn tự trừng trị họ. Bạo Seed muốn dựa vào thế lực Hồng Anh
xã để xây dựng một xã hội mới. Trước tình hình này, Trác Khải muốn Đinh Tỷ
tranh chức chưởng quản với Bạo Seed để giúp Bạo Seed còn có cơ hội làm lại
mình.
Trác Khải
nghi ngờ Lâm Hi Vi đã phản bội. Trác Khải bày kế nói Bàn Môn Đình bị bệnh dụ Lâm
Hi Vi vào thăm. Cô bị lộ mặt, trong quá trình hoạt động, Lâm Hi Vi đã yêu Bàn
Môn Đình nên muốn bảo vệ hắn. Trong lúc Lâm Hi Vi bị Trác Khải giam giữ, Bạo
Seed tạo 1 vụ cháy tại khu chung cư bắt Lâm Hi Vi đi. Bạo Seed muốn trao đổi Lâm
Hi Vi lấy công ty địa ốc Tiểu Tứ Hỷ với Bàn Môn Đình. Bàn Môn Đình đồng ý trao đổi không
phải vì yêu Lâm Hi Vi mà vì con chip chứa 10 tỷ HKD mà hắn cấy vào người cô. Chí
Mén trong lúc làm ở bãi giữ xe quen biết Bàn Môn Đình. Chí Mén biết Đinh Tỷ là
nội gián nên muốn giúp cô thu thập tin tức. Không may bị Bàn Môn Đình phát
hiện. Bàn Môn Đình bắt Chí Mén và Đinh Tỷ trao đổi với Bạo Seed. Bạo Seed đồng
ý thả Lâm Hi Vi nhưng Bàn Môn Đình không giữ lời. Chí Mén bị bắn trúng và chết.
Trước khi chết, Chí Mén thổ lộ rằng anh rất yêu Đinh Tỷ.
Trong quá
trình điều tra về ông Tống. Trác Khải biết được rằng người chỉ huy cao nhất, có
liên hệ với các nghị viên, nhân vật tầm cỡ trong giới tài chính, mua bán vũ khí
xuyên quốc gia là Tiền Thụy An – nguyên cục trưởng cục bảo an. Trác Khải tiếp cận
Tiền Thụy An. Tiền Thụy An ra lệnh cho Trác Khải vu oan Bạo Seed giết Lâm Hi Vi
và Bàn Môn Đình. Đinh Tỷ tìm được chứng cứ ngoại phạm giúp Bạo Seed thoát tội. Sau
khi thoát án, Bạo Seed về Hồng Anh xã và thu mua được công ty địa ốc Tiểu Tứ
Hỷ. Trác Khải nhờ 
Kobe thu mua cổ phần công ty địa ốc Tiểu Tứ Hỷ. Đây cũng là nhiệm vụ cuối cùng của
Kobe vì lúc té xuống đất với Diệp Thiệu Lương, anh đã bị khối u máu trong não,
không sống được bao lâu. Sau khi hoàn thành nhiệm vụ, anh sẽ nói dối Mạc Tiễn
Hân là đi Mỹ điều trị để Mạc Tiễn Hân không đau lòng. Cuối cùng, Bạo Seed chịu
thua mất chức chưởng quản và công ty địa ốc Tiểu Tứ Hỷ vào tay Trác Khải và Đinh
Tỷ. Trác Khải lấy giấy chứng nhận sở hữu công ty địa ốc Tiểu Tứ Hỷ cho Tiền
Thụy An. Tiền Thụy An cần công ty này phát triển dự án đông bắc Tân Giới để rửa
tiền. Nhưng Tiền Thụy An vẫn chưa an tâm, hắn muốn Trác Khải giết hết những
người biết chuyện này.
Để tạo lòng
tin với Tiền Thụy An, Trác Khải bày ra một vở kịch. Trác Khải bắt Đinh Tỷ vào
tù rồi bày cho cô kế hoạch hành động, dùng cô làm mồi nhử để biết được nơi Bạo
Seed giam giữ Bồ Duyên Thục Vân, Từ Gia Bảo, Quách Chính. Khi đến nơi, Trác
Khải bắn Đinh Tỷ và Bạo Seed cũng như cho nổ bom căn nhà. Trác Khải còn giết
luôn cả Mạc Tiễn Hân và Mạc Tiễn Tình. Tuy nhiên tất  cả đều giả chết và an toàn. Tiền Thụy An hoàn
toàn tin tưởng Trác Khải và đồng ý cho Trác Khải gia nhập hội, giới thiệu với
các thành viên khác. Trác Khải đã tìm được bằng chứng bắt Tiền Thụy An nhưng
hắn bỏ trốn thành công.
Lúc còn làm
cục trưởng cục bảo an, Tiền Thụy An có giữ lại thông tin về 1000 nội gián. Để
trả thù cảnh sát và Trác Khải, cứ 1 giờ hắn sẽ tung lên mạng danh tính nội gián
1 lần. Thân phận Bạo Seed và Đinh Tỷ bại lộ và bị truy sát nhưng Phi hổ đã kịp
thời đến giải cứu cho cả hai. Nhân cơ hội đó, đàn em Tiền Thụy An bắt cóc Đinh
Tỷ cũng như đi bắt Mạc Tiễn Tình. Tiền Thụy An hẹn Trác Khải và Bạo Seed đến
một xưởng phim cũ. Hắn ra một trò chơi, trong vòng hai phút, nếu Trác Khải và Bạo
Seed tìm ra Mạc Tiễn Tình và Đinh Tỷ thì sẽ thả hết tất cả. Nếu không thì tất cả phải
chết và hồ sơ 1000 nội gián bị tung hết lên mạng. Trác Khải và Bạo Seed không
tìm ra và Tiền Thụy An chuẩn bị công bố hồ sơ 1000 nội gián lên mạng nhưng Mạc
Tiễn Hân tìm ra nơi đặt máy chủ và ngăn chặn kịp thời. Tiền Thụy An thua cuộc. Bạo
Seed muốn bắn chết Tiền Thụy An vì anh không tin vào công lý và pháp luật nữa. Trác
Khải bắn Tiền Thụy An thay Bạo Seed vì Trác Khải biết Bạo Seed là cảnh sát tốt,
hy vọng có thể thay anh chịu án tù này để anh có cơ hội tiếp tục làm cảnh sát,
thăng tiến hơn nữa để có thể sửa đổi những điều còn hạn chế của pháp luật. Tiền
Thụy An bị bắn nhưng không chết. Tiền Thụy An ngồi tù chung thân cho những tội
lỗi của mình, bao gồm cả cái chết của sếp Khang Đạo Hành (Tiền Thụy An ra lệnh
cho Thát Xa xô sếp Khang xuống đất). Trác Khải cũng bị kết án 3 năm tù. Sau khi
ra tù, anh không làm cảnh sát nữa mà cùng vợ mình là Mạc Tiễn Tình đi du lịch,
tận hưởng cuộc sống yên bình hạnh phúc. Mạc Tiễn Hân sau cùng cũng biết được Kobe chết và đi viếng mộ
anh. Về phần Đinh Tỷ và Bạo Seed, Đinh Tỷ giờ không còn làm nội gián nữa mà
được phục chức trở lại. Trong thời điểm Trác Khải đi tù thì Bạo Seed cũng nhận
nhiệm vụ bí mật ở Thái Lan suốt 3 năm không có liên lạc. Khi về lại, Bạo Seed vẫn tiếp tục làm nội gián và mở một
tiệm massage làm vỏ bọc để tiếp tục thu thập tin tức. Đinh Tỷ tình cờ ghé tiệm massage của Bạo Seed và gặp lại anh. Họ vui mừng nhận ra nhau và cùng ôn lại những chuyện xưa năm nào ...

## Âm nhạc
| Bài hát                      | Sáng tác                                | Trình bày                 | Thông tin thêm                           |
| ---------------------------- | --------------------------------------- | ------------------------- | ---------------------------------------- |
| Hành giả (行者)              |                                         | Trắc Điền và Lưu Hạo Long |                                          |
| Càng Khó Càng Yêu (越難越愛) | Nhạc: Từ Lạc Thương Lời: Trương Mỹ Hiền | Ngô Nhược Hy (吳若希)     | Bản lời Việt được ca sỹ Bảo Thy thể hiện |

## Chỉ số lượt xem
| Tuần | Tập     | Ngày                            | Điểm trung bình | Điểm cao nhất |
| 1    | 1 - 5   | 25–29 tháng8, 2014              | 25              | 28            |
| 2    | 6 - 10  | 1–5 tháng 9 năm 2014            | 27              | 28            |
| 3    | 11－15  | 8–12 tháng 9 năm 2014           | 27              | 31            |
| 4    | 16－20  | 15–19 tháng 9 năm 2014          | 29              | 33            |
| 5    | 21－25  | 22–26 tháng 9 năm 2014          | 28              | 30            |
| 6    | 26－29  | 29 tháng 9- 2 tháng 10 năm 2014 | 29              | 35            |
| 7    | 30 - 31 | 3 tháng 10 năm 2014             | 30              | 35            |

## Giải thưởng[2]
Ngày 12 tháng 10 năm 2014, trong lễ trao giải TVB StarHub TVB Awards 2014 tại Marina Bay Sands, Singapore. Bộ phim đã đoạt được nhiều giải thưởng quan trọng:
Phim hay nhất
Nữ diễn viên chính xuất sắc nhất: Xa Thi Mạn
Vai diễn nam được yêu thích nhất: Đàm Hoan Hỉ - Hứa Thiệu Hùng
Vai diễn nữ được yêu thích nhất: Đinh Tiểu Gia - Xa Thi Mạn
Ca khúc nhạc phim hay nhất: Càng Khó Càng Yêu (越難越愛) - Ngô Nhược Hy (吳若希). (Đầu năm 2015, bài hát này đã được nhạc sĩ Nguyễn Hoàng Linh đặt lời Việt và ca sĩ Bảo Thy trình bày)

## Phiên bản điện ảnh
Ngày 24 tháng 11 năm 2015, đoàn làm phim điện ảnh Sứ đồ hành giả công bố dàn diễn viên: Xa Thi Mạn, Cổ Thiên Lạc, Trương Gia Huy, Ngô Trấn Vũ và phim khởi quay vào trung tuần tháng 12. Phiên bản điện ảnh Sứ đồ hành giả sẽ do bốn đơn vị hợp tác sản xuất gồm: Hãng phim Bona (Trung Quốc), Media Asia Group (Hong Kong), Đài TVB và Công ty chế tác điện ảnh Thiên Hạ Nhất (của Cổ Thiên Lạc). Nội dung bản điện ảnh, Đinh tỷ (Xa Thi Mạn) một lần nữa thâm nhập vào thế giới ngầm để tìm kiếm tung tích của 6 vị cảnh sát chìm. Trong quá trình này, Đinh tỷ đụng độ 2 nhân vật máu mặt trong giới xã hội đen: Một là ông trùm ma túy có hành tung bất định (Cổ Thiên Lạc), hai là sát thủ máu lạnh không gì ngăn cản được mục tiêu của hắn (Trương Gia Huy). Trong lúc làm nhiệm vụ, Đinh tỷ được sự giúp đỡ của cấp trên tài ba là Q-Sir (Ngô Trấn Vũ). Quá trình điều tra của cô ngày càng phức tạp khi đột nhiên Đinh tỷ nhận được tin nhắn nặc danh cho biết cảnh sát chìm thứ 6 có thể chính là nhân vật do Cổ Thiên Lạc và Trương Gia Huy thủ diễn.

## Phần tiếp theo
Năm 2017, phần tiếp theo của phim được trình chiếu trên đài SCTV9 của kênh truyền hình cáp SCTV dưới dạng lồng tiếng Việt.